# Crimen en Panamá

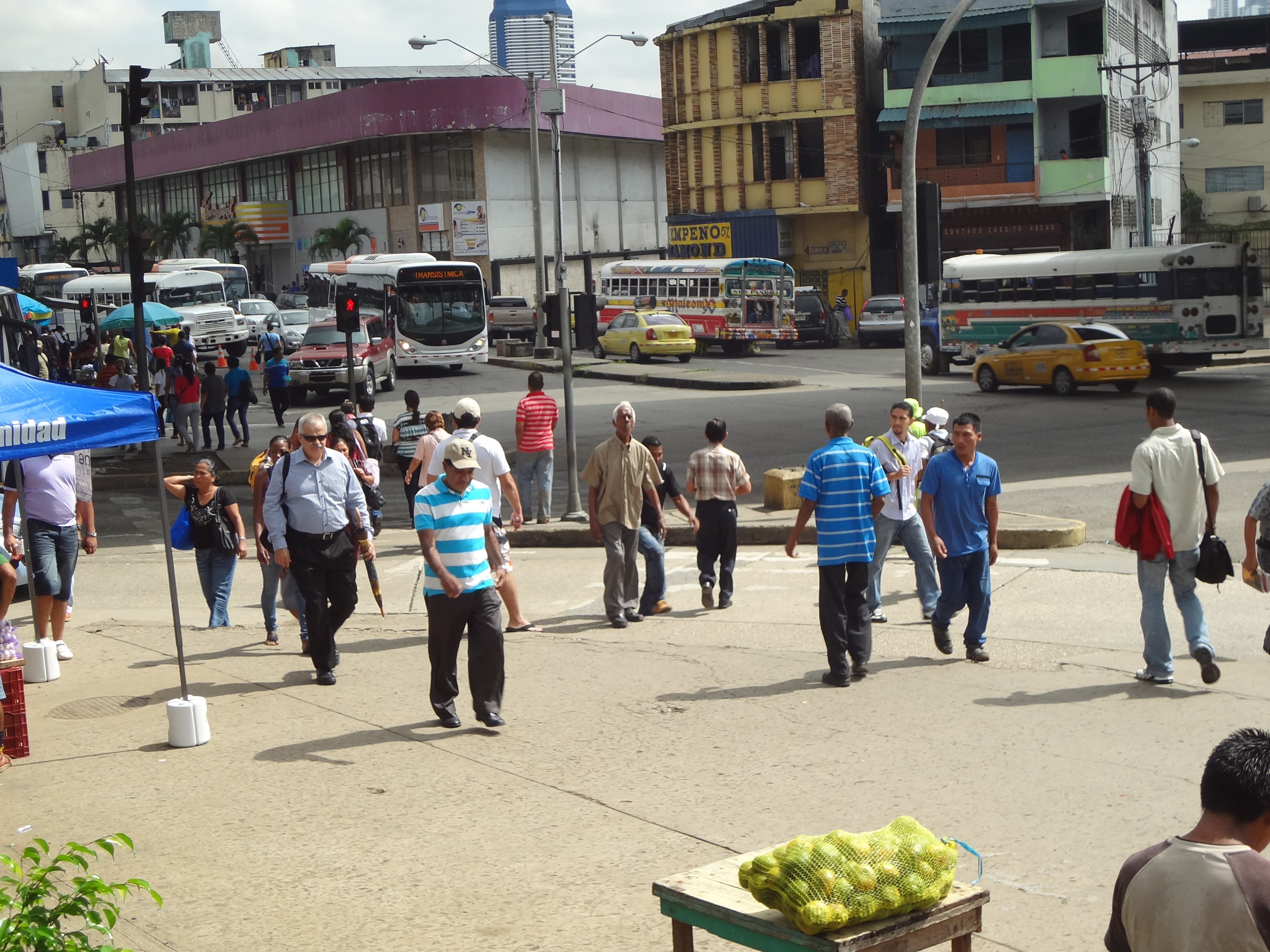
Imagen de una calle de Ciudad de Panamá.

El delito en Panamá hace referencia al acto contrario a la ley investigado por la policía y justicia de dicho país. La céntrica ubicación de Panamá, como nexo en América Central a ambos polos del continente americano, lo convierte en un punto de tránsito clave para las rutas de tráfico ilegal, así como un refugio y área de negociación para las organizaciones criminales. Su economía propicia y el auge del mercado de contrabando en la Zona Libre de Colón han atraído durante mucho tiempo a lavadores internacionales de dinero. El débil sistema judicial del país y los altos grados de corrupción han hecho posible la incursión de redes transnacionales, incluyendo grupos guerrilleros colombianos y carteles mexicanos.
Las pandillas callejeras locales de Panamá a menudo colaboran con organizaciones criminales más grandes. Con el incremento en los últimos años del volumen de narcóticos que pasan por el país, la violencia se ha incrementado en proporción directa.

## Delitos por tipo

### Asesinato
En Panamá tenía una tasa de asesinato de 10,8 % por cada 100 000 habitantes, con un total de 554 asesinatos. El país ocupa el puesto 167 en cuanto a tasa de homicidios intencionados por cada cien mil habitantes. En Panamá, de media, cada día al menos una persona muere asesinada.
La tasa de homicidios en Panamá, se situó en 2021 en 10,8 % por cada cien mil habitantes, cayó respecto al año anterior, cuando fue superior por un punto porcentual (11.60%) en 2020.
| 2000                                      | 299 | 9,90  |
| 2001                                      | 306 | 9,90  |
| 2002                                      | 380 | 12,10 |
| 2003                                      | 338 | 10,55 |
| 2004                                      | 308 | 9,45  |
| 2005                                      | 364 | 10,97 |
| 2006                                      | 371 | 10,98 |
| 2007                                      | 444 | 12,91 |
| 2008                                      | 654 | 18,69 |
| 2009                                      | 818 | 22,98 |
| 2010                                      | 759 | 20,96 |
| 2011                                      | 759 | 20,61 |
| 2012                                      | 654 | 17,47 |
| 2013                                      | 663 | 17,42 |
| 2014                                      | 568 | 14,69 |
| 2015                                      | 447 | 11,38 |
| 2016                                      | 387 | 12,14 |
| 2017                                      | 417 | 12,34 |
| 2018                                      | 439 | 12,86 |
| 2019                                      | 480 | 11,20 |
| 2020                                      | 497 | 11,60 |
| 2021                                      | 554 | 10,8  |
| 2022                                      | 499 | 11,34 |
| Lista actualizada el 21 de enero de 2025. |     |       |

### Secuestro
Las autoridades panameñas realizaron un estudio que indica que casi el 90% de los secuestros exprés no se denuncian debido a la amenaza que los ladrones imponen a la víctima y los familiares de la víctima. El procedimiento de secuestro expreso consiste en secuestrar a la víctima y tomar posesión de objetos de valor como teléfonos celulares, relojes, tarjetas de crédito, dinero en efectivo y joyas. 
Además de tomar todos los objetos de valor de la víctima, los secuestradores hacen que la víctima retire dinero de diferentes ubicaciones de cajeros automáticos. Una vez que el secuestrador está satisfecho, la persona secuestrada suele ser liberada. En otros casos, los secuestradores pueden pedir dinero de rescate por la liberación de la víctima. Este largo proceso de secuestro está disminuyendo lentamente, ya que la mayoría de los secuestradores quieren un pago rápido sin complicadas negociaciones con familiares.

### Tráfico ilegal de drogas
En las últimas décadas de 1980 se ha convertido en una conexión importante para el envío de narcóticos a los Estados Unidos y otros países. La Estrategia Internacional de Control de Narcóticos ha informado que los traficantes han contrabandeado narcóticos a través del sistema de transporte descontrolado del país, como aeródromos, costas, puertos marítimos en contenedores y carreteras. La FARC (Fuerzas Armadas Revolucionarias de Colombia) también han contribuido al aumento.
Muchos de los soldados de las FARC que buscan refugio y refugio de las Fuerzas Armadas de Colombia cruzan la frontera entre Darién y Colombia. Desde que las FARC llegaron a Panamá, el tráfico de drogas ha aumentado significativamente. Las fuerzas navales panameñas están vigilando atentamente las vías fluviales, pero las FARC han adaptado las formas de contrabando de narcóticos por tierra.[cita requerida]
La participación de Panamá en el tráfico de drogas comenzó a principios del siglo XX cuando el opio fue traficado a través del Canal de Panamá en su viaje de Asia a Europa. En la década de 1960, la participación de Panamá en el comercio de drogas fue su producción de cannabis, pero en la década de 1980 se convirtió en uno de los puntos de tránsito para el narcotráfico de cocaína desde Sudamérica a los Estados Unidos gracias a su frontera compartida con Colombia. 

### Robo
Los robos que prevalecen en Panamá incluyen robos a mano armada y asaltos.

### Violencia doméstica
La violencia doméstica en Panamá es un problema grave y sigue sin notificarse. La violencia doméstica, incluida la violación conyugal, el abuso psicológico, físico y económico, se penaliza. Panamá promulgó la Ley n.º 38 del 2001 contra la violencia doméstica. En 2013, el país promulgó la Ley 82 - Tipificando el feminicidio y la violencia contra las mujeres (Ley 82 - Tipifica el Femicidio y la Violencia contra las Mujeres), una ley integral contra la violencia contra las mujeres.

## Por ubicación
En 2015, el informe del Departamento de Estado de los Estados Unidos citó las áreas más peligrosas de la Ciudad de Panamá: el barrio de Panamá Viejo, Cabo Verde, Curundu (Calidonia), San Miguel, Marañon, El Chorillo (Barraza), Santana, Monte Oscuro, San Miguelito, Ciudad Radial, San Cristóbal, San Pedro, Pedregal, Las Acacias, San Joaquín, Las Mañanitas, Nuevo Tocumen, 24 de Diciembre, Sector Sur de Tocumen, Felipillo, Chilibre, Caimitillo, Alcalde Díaz, Villa Grecia, Río Abajo, Pacora y el interior del país las provincias que registran más criminalidad son Coclé, Chiriqui, Colón, Panamá Oeste y Bocas del Toro.

## Dinámica del crimen

### Pandillas de la calle
Las primeras pandillas panameñas aparecieron a fines de la década de 1980 y aumentaron en número cuando el Ejército panameño se disolvió en 1989 debido a la aniquilación provocada por la Invasión estadounidense de Panamá de 1989. 
Más de 1.600 jóvenes entre las edades de 13 y 15 años están afiliados a pandillas juveniles la mayoría de las pandillas juveniles son alimentadas por drogas.[cita requerida]

### Acción del gobierno
Los puestos de control de la policía se han convertido en lugares comunes durante los fines de semana en carreteras entre ciudades. Sin embargo, la mayoría son simplemente licencia de conducir y verificación de placas.

### Toques de queda
Las autoridades panameñas han adoptado una política de toque de queda para jóvenes menores de 18 años los estudiantes que asisten a clases nocturnas deben llevar un permiso o tarjeta de identificación, proporcionado por la escuela o una persona oficial certificada. Los jóvenes menores de 18 años que son capturados sin ellos están sujetos a detención en una estación de policía hasta que son entregados a sus tutores legales. Se otorga una multa de alrededor de 50 dólares a los tutores legales si el joven es detenido por primera vez.[cita requerida]
Los toques de queda consisten en puntos de control estratégicos especiales alrededor de las calles principales de Panamá, cada persona dentro de un vehículo debe llevar una tarjeta de identificación o estar acompañada por sus tutores legales. Las autoridades han ayudado a disminuir lentamente la cantidad de jóvenes desatendidos que merodean por las calles. La mayoría de los robos y secuestros son cometidos por menores.[cita requerida]